# Primer antepasado común universal
El primer antepasado común universal, conocido como FUCA  (first universal common ancestor) por sus siglas en inglés, es una entidad acelular que se propone fue el primer organismo con un código genético, capaz de traducir biológicamente moléculas de ARN en péptidos para producir proteínas. Sus descendientes incluyen al último antepasado común universal (LUCA) y los virus. FUCA también sería el ancestro de antiguos linajes hermanos de LUCA, ninguno de los cuales tiene descendientes modernos, pero que se cree que han transferido horizontalmente algunos de sus genes al genoma de los primeros descendientes de LUCA.
Se cree que el primer antepasado común universal estaba compuesto de protobiontes, sistemas biológicos antiguos propuestos que habrían utilizado ARN para su genoma y autorreplicación. En comparación, LUCA habría sido una célula procariota con metabolismo complejo y un genoma de ADN con cientos de genes y familias de genes.

## Orígenes
Mucho antes de la aparición de entidades compartimentadas como FUCA, la vida ya había comenzado a organizarse y a surgir en una era precelular conocida como el mundo de ARN. La presencia universal tanto del mecanismo de traducción biológica como del código genético en todos los sistemas biológicos indica la monofilia, un origen único para todos los sistemas biológicos, incluido los virus y las células.
FUCA habría sido el primer organismo capaz de realizar traducción biológica, utilizando moléculas de ARN para convertir información en péptidos y producir proteínas. Este primer sistema de traducción se habría ensamblado con un código genético primigenio, posiblemente propenso a errores. Es decir, FUCA sería el primer sistema biológico en tener código genético para proteínas.
El desarrollo de FUCA probablemente tomó tiempo. FUCA se generó sin código genético, a partir de un protorribosoma y una ARNp dependiente de ARN de los virus de ARN, en sí mismo un sistema evolucionado a partir de la maduración de una maquinaria de ribonucleoproteínas. FUCA apareció cuando un centro de protopeptidil transferasa comenzó a surgir por primera vez, cuando los replicadores del mundo del ARN comenzaron a ser capaces de catalizar la unión de aminoácidos en oligopéptidos.
Los primeros genes de FUCA probablemente codificaban ARNt primitivos ribosómicos, aminoacil transferasas y otras proteínas que ayudaban a estabilizar y mantener la traducción biológica. Estos péptidos aleatorios producidos posiblemente se unieron a los polímeros de ácido nucleico de cadena simple y permitieron una mayor estabilización del sistema que se hizo más robusto y se unió aún más a otras moléculas estabilizadoras. Cuando FUCA maduró, su código genético quedó completamente establecido.
FUCA estaba compuesto de una población de sistemas abiertos, ribonucleoproteínas autorreplicantes, con la llegada de estos sistemas, comenzó la era protobionte. Estos sistemas evolucionaron hacia la madurez cuando los procesos de autoorganización dieron como resultado la creación de un código genético. Este código genético fue capaz por primera vez de organizar una interacción ordenada entre ácidos nucleicos y proteínas a través de la formación de un lenguaje biológico. Esto provocó que los sistemas abiertos precelulares comenzaran a acumular información y autoorganizarse, produciendo los primeros genomas mediante el ensamblaje de vías bioquímicas, que probablemente aparecieron en diferentes poblaciones protobiontes que evolucionaron independientemente.

## Protobiontes
Los protobiontes (también llamados progenotes o ribocitos), son sistemas biológicos semiabiertos o abiertos capaces de realizar un intenso intercambio de información genética, antes de la existencia de las células y LUCA.
Los términos progenote o ribocitos se refieren a los protobiontes como protorribosomas, ribosomas primigenios que eran organismos hipotéticos con ARN autorreplicante pero sin ADN y por lo tanto con un genoma de ARN en lugar del genoma de ADN habitual. En el período umbral darwiniano de la evolución celular de Carl Woese, también se cree que los protobiontes tenían ARN como molécula informativa en lugar de ADN.
La evolución del ribosoma desde los antiguos ribocitos, máquinas autorreplicantes, hasta su forma actual como máquina de traducción puede haber sido la presión selectiva para incorporar proteínas a los mecanismos autorreplicantes del ribosoma, con el fin de aumentar su capacidad de autorreplicación. Se afirma que el ARN ribosómico surgió antes que las células, en la época de los protobiontes.
Los protobiontes se compusieron y fueron los descendientes de FUCA y se cree que FUCA organizó el proceso entre la organización inicial de los sistemas biológicos y la maduración de los protobiontes. Los protobiontes fueron dominantes en su era en el tiempo en que los sistemas biológicos se originaron y se ensamblaron inicialmente. La era de los protobiontes habría sucedido después de la era prebiótica del mundo de ARN pero antes de la era de los organismos celulares y los virus.
Las poblaciones de protobiontes más exitosas fueron probablemente las capaces de unir y procesar carbohidratos, aminoácidos y otros metabolitos y cofactores intermediarios. En los protobiontes, la compartimentación con membranas aún no estaba completa y la traducción de proteínas no era precisa. Cada protobionte tenía su propio metabolismo; diferentes pasos metabólicos estaban presentes en diferentes protobiontes. Por lo tanto, se asume que existía una comunidad de subsistemas que comenzaron a cooperar colectivamente y culminaron en LUCA.

### Ribocitos y virus
En la hipótesis del eocito, el organismo que se encuentra en la raíz de todos los eocitos puede haber sido un ribosoma del mundo del ARN. Para el ADN celular y su manejo, se ha propuesto un escenario "fuera del virus": el almacenamiento de información genética en el ADN puede haber sido una innovación realizada por los virus de ADN y luego entregada a los ribocitos dos veces, una vez transformándolos en bacterias y otra vez transformándolos en arqueas de los cuales surgirían posteriormente los eucariotas.
Como los ribocitos usaban ARN para almacenar su información genética, los virus pueden haber adoptado inicialmente el ADN como una forma de resistir las enzimas que degradan el ARN en los ribocitos del huésped. Por lo tanto, la contribución de un nuevo componente puede haber sido tan significativa como la contribución de los cloroplastos o las mitocondrias. Siguiendo esta hipótesis, el linaje bacteriano y el linaje arqueo-eucarionte obtuvieron cada uno su sistema de información de ADN de un virus diferente.